# Oporinia melana
Oporinia melana är en fjärilsart som beskrevs av Clark 1896. Oporinia melana ingår i släktet Oporinia och familjen mätare. Inga underarter finns listade i Catalogue of Life.